# 达金菲尔德
53°28′26″N 2°04′58″W / 53.4739°N 2.0828°W

达金菲尔德（英語：Dukinfield）是位于英国大曼彻斯特郡坦姆赛德的一个城镇，位于塔姆河南岸，与阿什顿安德莱恩相隔6.3英里（10.1公里）。人口为19,306（2011年人口普查）。该镇在历史上是柴郡的一部分，在18世纪和19世纪的工业革命期间，这里成为曼彻斯特地区的煤矿和棉纺工业区。